# Fàbrica de llanes d'Arsèguel
La fàbrica de Llanes d'Arsèguel, situada al pont d'accés al poble d'Arsèguel, és tot un exemple de l'aprofitament de l'energia hidràulica. Encara avui es troba en ple funcionament i amb una maquinària que data del segle xviii. Fundada el 1902 pels besavis dels actuals propietaris té les característiques d'una empresa familiar que ha anat passant de pares a fills. En la seva època daurada va arribar a donar feina a unes 20 persones. Forma part de la Ruta dels oficis d'ahir promoguda pel Consell Comarcal de l'Alt Urgell. La fàbrica disposa d'un servei de visites guiades, gestionat per la mateixa família Isern.

## Energia que utilitza

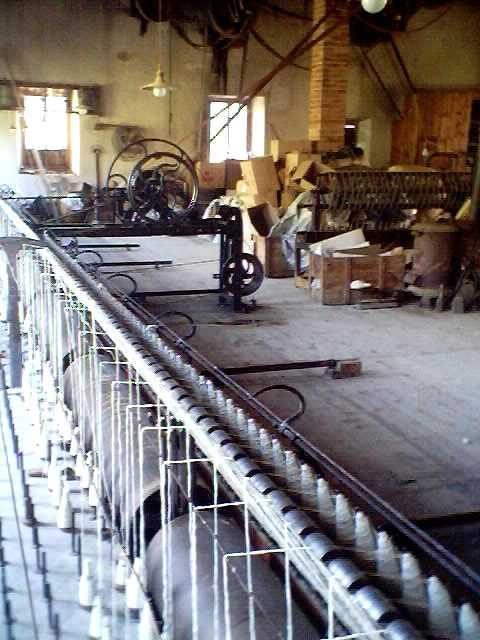
Mule-Jenny inventada per Samuel Crompton, una filadora dissenyada l'any 1779 que a més separa la llana i la deixa més esponjosa, coneguda a Catalunya com mulgènua

L'energia mecànica s'obté gràcies a una turbina d'aigua, que va des del riu Segre a través d'un canal d'un quilòmetre i mig de llargada fins a un salt d'aigua de 10 metres. S'hi conserva, malgrat que actualment en desús, un molí draper del segle xvii i una singular perxadora o cardadora de llana elaborada amb cards de riu.
També funciona a ple rendiment el "diable", inventada per Samuel Crompton, una màquina que separa la llana i la deixa més flonja, així com l'espectacular Mule-Jenny, coneguda a Catalunya com a mulgènua, una filadora dissenyada l'any 1770, l'únic exemplar que existeix a tot Catalunya i una autèntica peça de museu.
Entre els diferents productes que fabrica aquesta antiga industria cal destacar els mitjons de fil gruixut i molt dens, adients pel rigorós clima hivernal dels Pirineus o per a qualsevol activitat de muntanya, els típics tapaboques o les mantes de pastor.
La Fàbrica de Llanes d'Arsèguel és, com podeu veure, un indret d'obligada visita, alhora que un exemple important de l'aprofitament dels recursos naturals, ara que tothom parla de l'estalvi energètic.